# La solista di Sua Maestà
La solista di Sua Maestà (Солистка его величества, Solistka evo veličestva) è un film muto del 1927 diretto da Michail Evgen'evič Verner. Nel film, che è andato perduto, esordì al cinema la famosa attrice di teatro Ol'ga Knipper, la vedova di Anton Čechov.